# From Mighty Oaks
From Mighty Oaks is het eerste soloalbum van Moody Blues zanger en fluitist Ray Thomas.
Na het besluit van de Moodies om een sabbatical op te nemen, kwamen Justin Hayward en John Lodge als eersten met hun gezamenlijke soloplaat. De eerste echte soloplaat is dit album van Thomas, een van de grondleggers van de Moody Blues.
Net zoals het album The Promise van zijn maat Mike Pinder, verschilt de klank van dit album behoorlijk van Seventh Sojourn en Every Good Boy Deserves Favour. Wat het meest opvalt is het gebruik van een symfonieorkest en het weinig bespelen van de dwarsfluit, toch zijn stokpaardje binnen de Moody Blues. Op de vraag waarom de dwarsfluit grotendeels afwezig is op dit album antwoordde Thomas destijds: "het is moeilijk zingen met zo'n ding aan je mond". Hij zei dat de composities op het album nogal wat vergden van zijn zangkunsten. Het album is opgenomen in de Threshold Studios, de studio van de Moody Blues zelf.

## Titels
Allen geschreven door Thomas met Nicky James, behalve (4) alleen James en (9) alleen Thomas.
1. From mighty oaks (instrumentale inleiding tot het album)
2. Hey mama life
3. Play it again
4. Rock-a-bye baby blues
5. High above my head
6. Love is the key
7. You make me feel alright (liedje dat als eerste werd gecomponeerd)
8. Adam and I (voor zijn zoon)
9. I wish I could fly (hoop op een ander zicht op de wereld, maar ook om te zien wat voor puinhoop de mensheid van de wereld heeft gemaakt).

## Musici
- Ray Thomas - zang, (bas)dwarsfluit en mondharmonica;
- B. J. Cole - pedaalgitaar;
- Nicky James - percussie en achtergrondzang;
- John Jones - gitaren;
- Trevor Jones - basgitaar;
- Mike Moran - toetsen;
- Dave Potts - drums;
- Mike Silver - akoestische gitaar en achtergrondzang;
- Orkestraties werden verzorgd door Richard Hewson.

Het album was alleen populair in het Verenigd Koninkrijk (plaats 23) en de Verenigde Staten (plaats 68 in de Billboard 200). High above my head (A-kant) en Love is the key (B) werd nog uitgebracht als single (TH20).
Deze cd is geremasterd via het ADRM-systeem dat Decca zelf had ontwikkeld.